# 名山站
名山站位于中华人民共和国四川省雅安市名山区前进镇，是成雅铁路（川藏铁路）上的火车站，于2018年12月28日启用，由中国铁路成都局集团管辖。

## 歷史
- 2018年12月28日启用。

## 图片

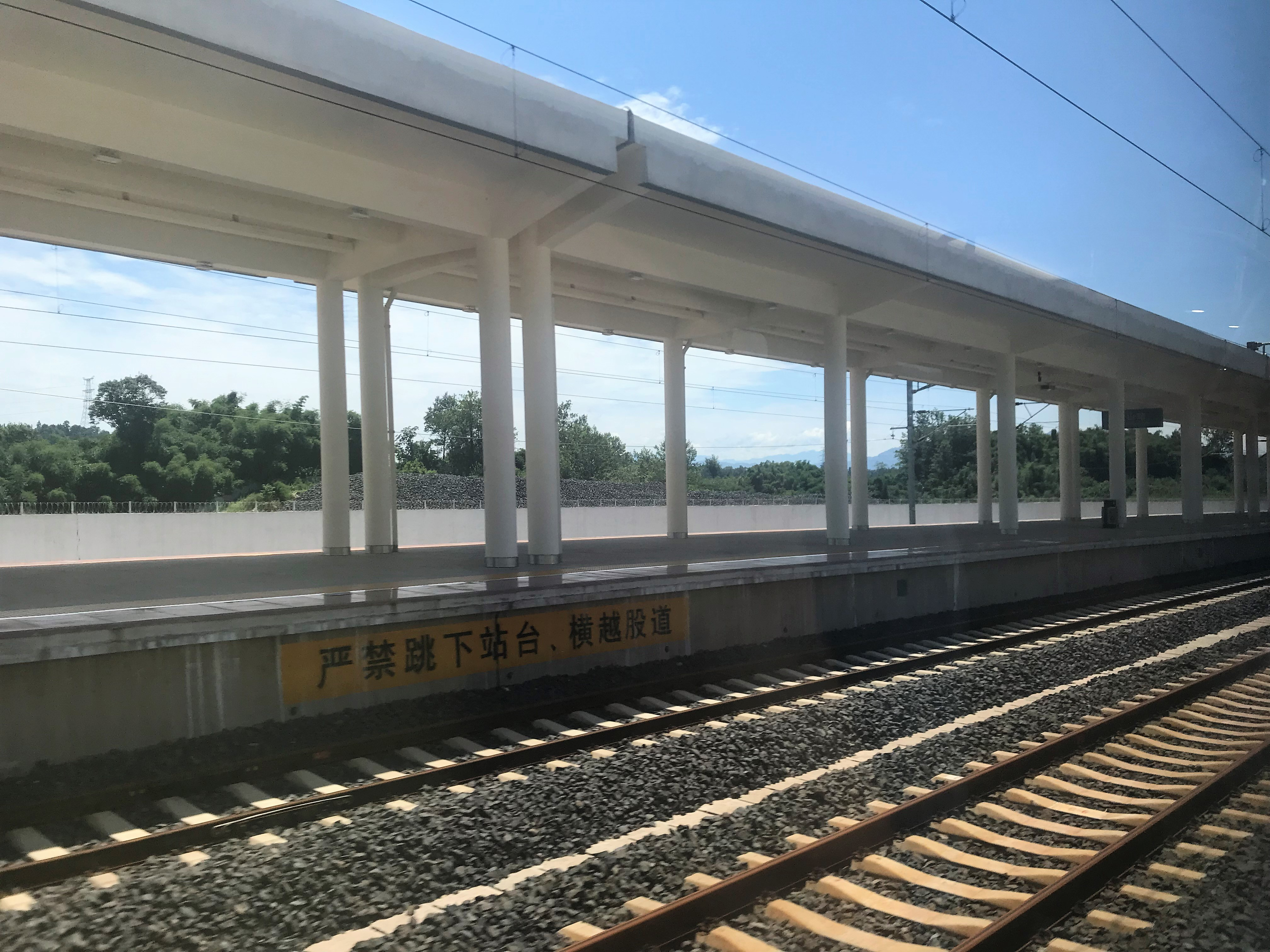
2019年，车站站台